# Filo diamantato
Il filo diamantato è un cavetto di 5 o 8 millimetri di diametro che presenta dei piccoli cilindri di acciaio ai quali sono state applicate delle perline di diamante sintetico sulla superficie. Nacque per il taglio della pietra, inventato da Luigi Madrigali (1932-2006), inventore della prima macchina a filo diamantato e successivamente dei cuscini ad acqua, ma in seguito si diffuse l'uso anche per altri materiali come il cemento. Il suo sviluppo fu incentivato dai problemi presentati dall'utilizzo classico degli abrasivi e dalla ricerca di miglioramento di tali sostanze, rilasciati sul filo durante il taglio. Si pensò quindi a una soluzione che portasse all'unione fra il filo e l'abrasivo e che fosse in grado di utilizzare il materiale più duro conosciuto, il diamante. Venne progettato così . Le tagliatrici vengono costruite con una sezione di comando lontana dal punto di parete in cui si vuole procedere col taglio in modo tale da tenere riparati gli operatori dalla polvere generata dallo strusciamento del filo e dall'eventuale distaccamento di perline diamantate. Tali macchine hanno notevolmente migliorato le loro prestazioni negli ultimi anni e sono passate dall'iniziale velocità di taglio di 3-4 metri quadrati ogni ora a circa 15 metri quadrati, in relazione ai materiali. 